# Fatouville-Grestain
Fatouville-Grestain é uma comuna francesa na região administrativa da Normandia, no departamento de Eure. Estende-se por uma área de 10,35 km². Em 2010 a comuna tinha 741 habitantes (densidade: 71,6 hab./km²).